# Francisco Puado Carrascosa
Francisco Puado Carrascosa (Alcalá de Henares, 30 de març de 1970) és un exfutbolista espanyol, que ocupava la posició de davanter.

## Trajectòria
Va debutar a primera divisió a la campanya 91/92, tot jugant dos partits amb el CA Osasuna. Posteriorment, la seua carrera prossegueix per equips de divisions més modestes. Després de militar a la UD Salamanca, a l'estiu de 1993 fitxa per la UE Sant Andreu.
També va jugar amb el Vilassar de Mar.